# 高槻市歌
「高槻市歌」（たかつきしか）は、日本の大阪府高槻市が制定した市歌である。作詞・芳賀武（難波春水）、作曲・西川得了。

## 解説
戦後復興期の1947年（昭和22年）に作詞・作曲の両方を市民から懸賞募集し、10月15日付で制定された。作詞者は高槻市の前月に鹿児島県川内市（現在の薩摩川内市）で制定された「川内市民歌」（作曲：山田耕筰）にも入選したが、高槻市での入選と同時期に32歳で急逝している。作曲者の西川得了は市内在住の音楽科専任教員で後に市立第十中学校、旧庄所小学校の校歌を作曲した。歌詞は1997年（平成9年）末に著作権の保護期間を満了している。
市では1970年代から教育委員会がアテネレコード工業への製造委託により「高槻市子供会の歌」をカップリングしたソノシートを作成・配布して普及を図り、文化の日記念式典や成人式で演奏しているが、公式サイト上では紹介されておらず例規集への掲載が確認できるのみである。高槻市に関連する市歌以外の楽曲としては、1993年（平成5年）に市制50周年を記念して作成された市民愛唱歌「卯の花のように」や市のマスコット・はにたんのテーマソングで2013年（平成25年）に作成された「テケテケはにたん」がある。